# Сельское поселение село Пушкино
Се́льское поселе́ние село Пушкино — муниципальное образование в Бикинском районе Хабаровского края Российской Федерации.
Административный центр — село Пушкино.

## История
Статус и границы сельского поселения установлены Законом Хабаровского края от 28 июля 2004 года № 208 «О наделении посёлковых, сельских муниципальных образований статусом городского, сельского поселения и об установлении их границ».

## Население
| 2010 | 2011 | 2012 | 2013 | 2014 | 2015 | 2016 |
| ---- | ---- | ---- | ---- | ---- | ---- | ---- |
| 472  | ↘471 | ↘466 | ↘454 | ↘443 | ↗445 | ↘441 |
| 2017 | 2018 | 2019 | 2020 | 2021 |      |      |
| ↗444 | ↗446 | ↘442 | ↘431 | ↘346 |      |      |

## Состав сельского поселения
| № | Населённый пункт | Тип населённого пункта       | Население |
| - | ---------------- | ---------------------------- | --------- |
| 1 | Пушкино          | село, административный центр | ↘346      |